# 城间站
城间站（日语：／ Gusukuma eki */?）是从1922年3月28日到1945年（昭和20年）3月之间，位于冲绳县浦添村（现在的浦添市）的冲绳县营铁路嘉手纳线的车站（废站）。

## 構造
配有站長1人、站員2人的地面車站，站內有2線可供兩方向列車進行交會。站舍大小為17.67坪。